# Archäologisches Museum Delphi

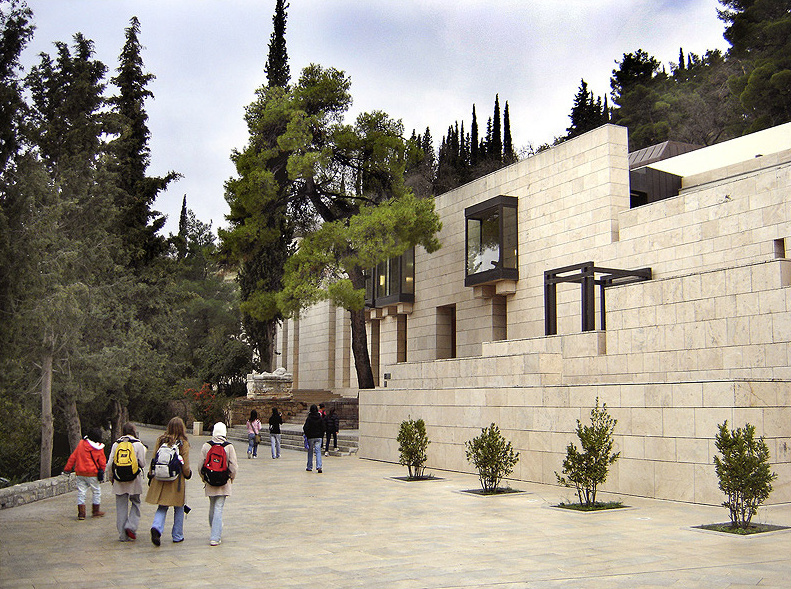
Fassade

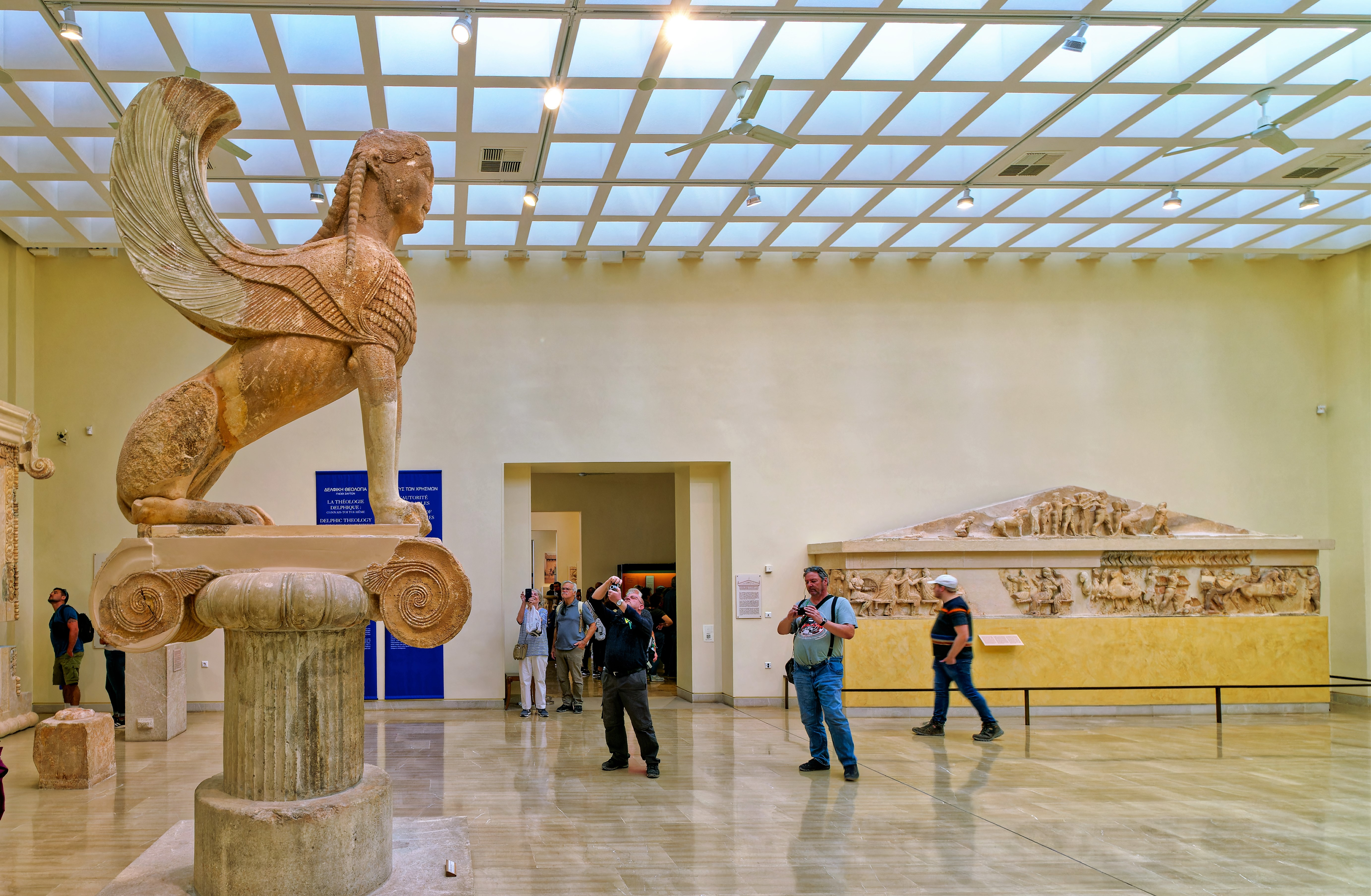
Im Innern des Museums

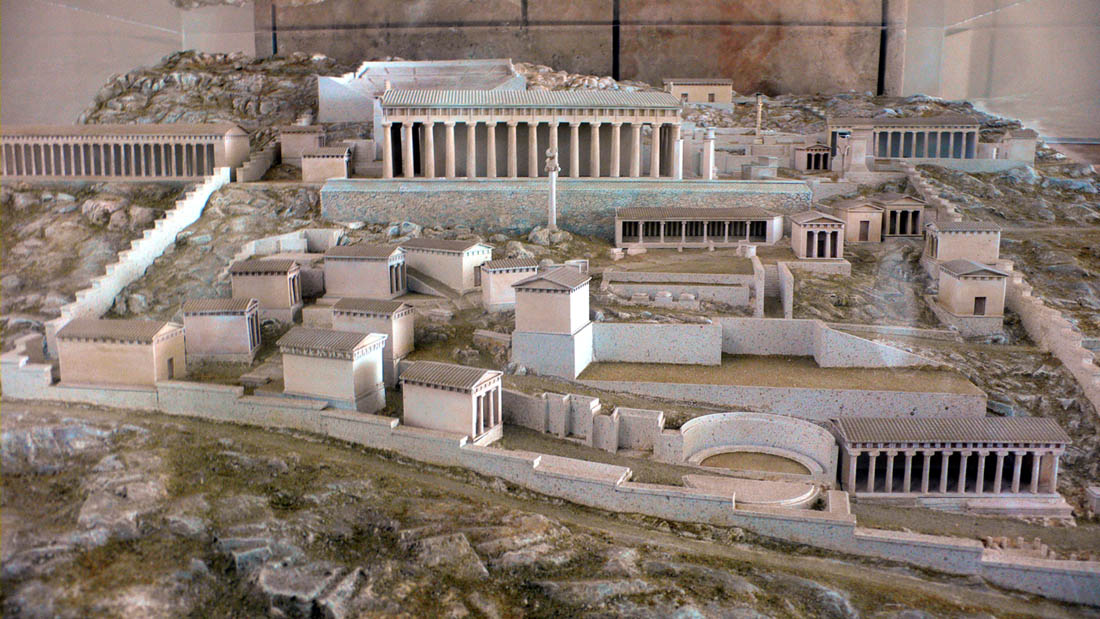
Modell des Apollonheiligtums im Museum

Das Archäologische Museum Delphi (griechisch Αρχαιολογικό Μουσείο Δελφών Archeologiko Mousio Delfon) ist ein Museum in der griechischen Kleinstadt Delfi, in dem Ausgrabungsfunde aus dem antiken Delphi gezeigt werden.

## Lage
Das Museum befindet sich am Ausgrabungsgelände im Osten der modernen Kleinstadt Delfi. Unmittelbar nördlich des Museums liegt das antike Heiligtum des Apollon. Rund 700 m Luftlinie östlich des Museums liegt das antike Heiligtum der Athena Pronaia.

## Geschichte
In Delphi fanden ab 1892 Ausgrabungen unter der Leitung griechischer und französischer Archäologen statt; das erste Museum wurde 1903 errichtet. Die Pläne stammten von Albert Tournaire, Geldgeber und Gründer war Andreas Syngros. In den Jahren 1935/36 wurde das zweiflügelige Gebäude erweitert und renoviert. 1956 kam ein Raum für Inschriften hinzu. Eine grundlegende Erneuerung wurde 1958 nach Plänen des griechischen Architekten Patroklos Karantinos durchgeführt. Im Zuge dieser Umbaumaßnahme wurde ein Raum für den Wagenlenker von Delphi und einer für Bronzeobjekte hinzugefügt. In den 1960er Jahren wurde das Ausstellungskonzept noch einmal umgearbeitet; ab den späteren 1970er Jahren und erneut 1999 erfolgten weitere Umbauten und Umgestaltungen.

## Exponate
Das Archäologische Museum Delphi verfügt mittlerweile über 14 Ausstellungsräume.
Zu den bekanntesten Stücken gehören die archaischen Statuen der Brüder Kleobis und Biton, die Sphinx der Naxier und der Wagenlenker von Delphi sowie ein Omphalos, der ursprünglich zur Markierung des Erdmittelpunktes beim Apollontempel stand. Aus römischer Zeit stammen etwa eine Antinoos-Statue und diverse Porträts, darunter der Kopf des „melancholischen Römers“, der mitunter als Darstellung des Titus Quinctius Flamininus gedeutet wird.
Sehenswert sind auch Elfenbeinschnitzereien und reliefierte Goldappliken des 7. und 6. Jh. vor Chr., darunter zwei eindrucksvolle archaische Köpfe von Gold-Elfenbeinstatuen, möglicherweise Apollon und Artemis, sowie die Überreste einer lebensgroßen Stierdarstellung, die aus getriebenem Silberblech gearbeitet war. Gefunden wurden diese 1939 in einer Opfergrube, waren jedoch jahrzehntelang in den Magazinen verborgen.

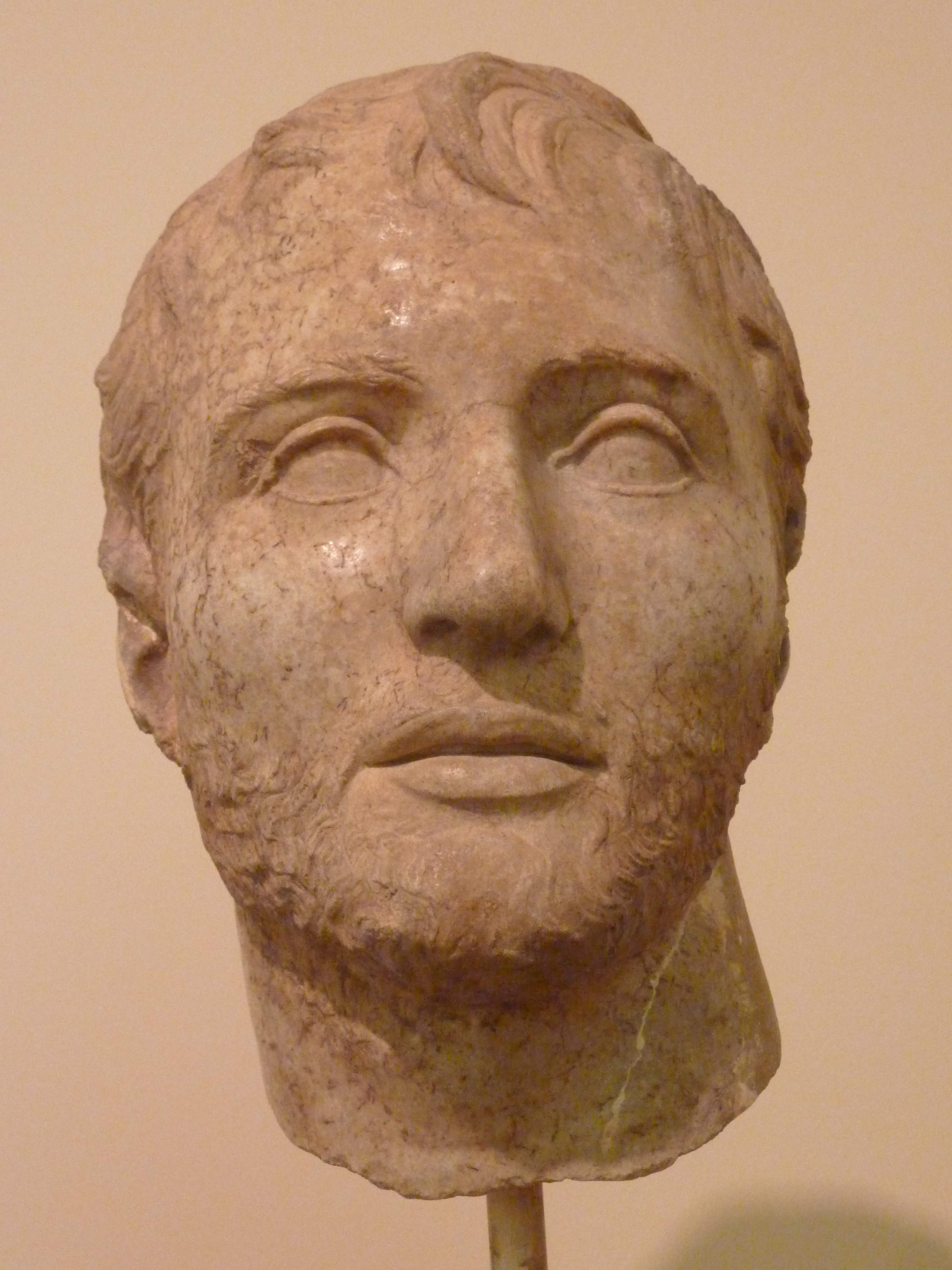
Melancholischer Römer
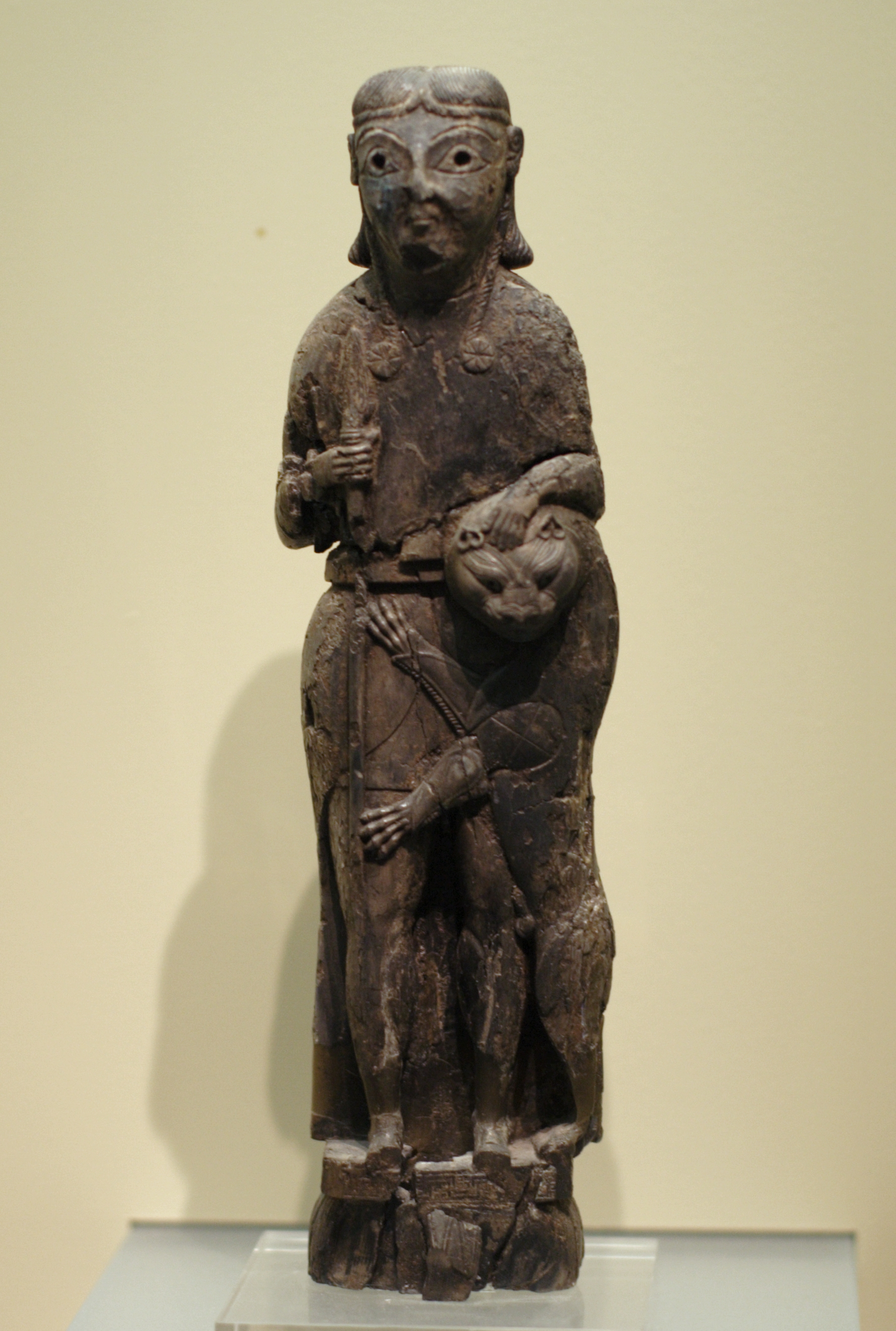
Figur eines Mannes mit Löwen
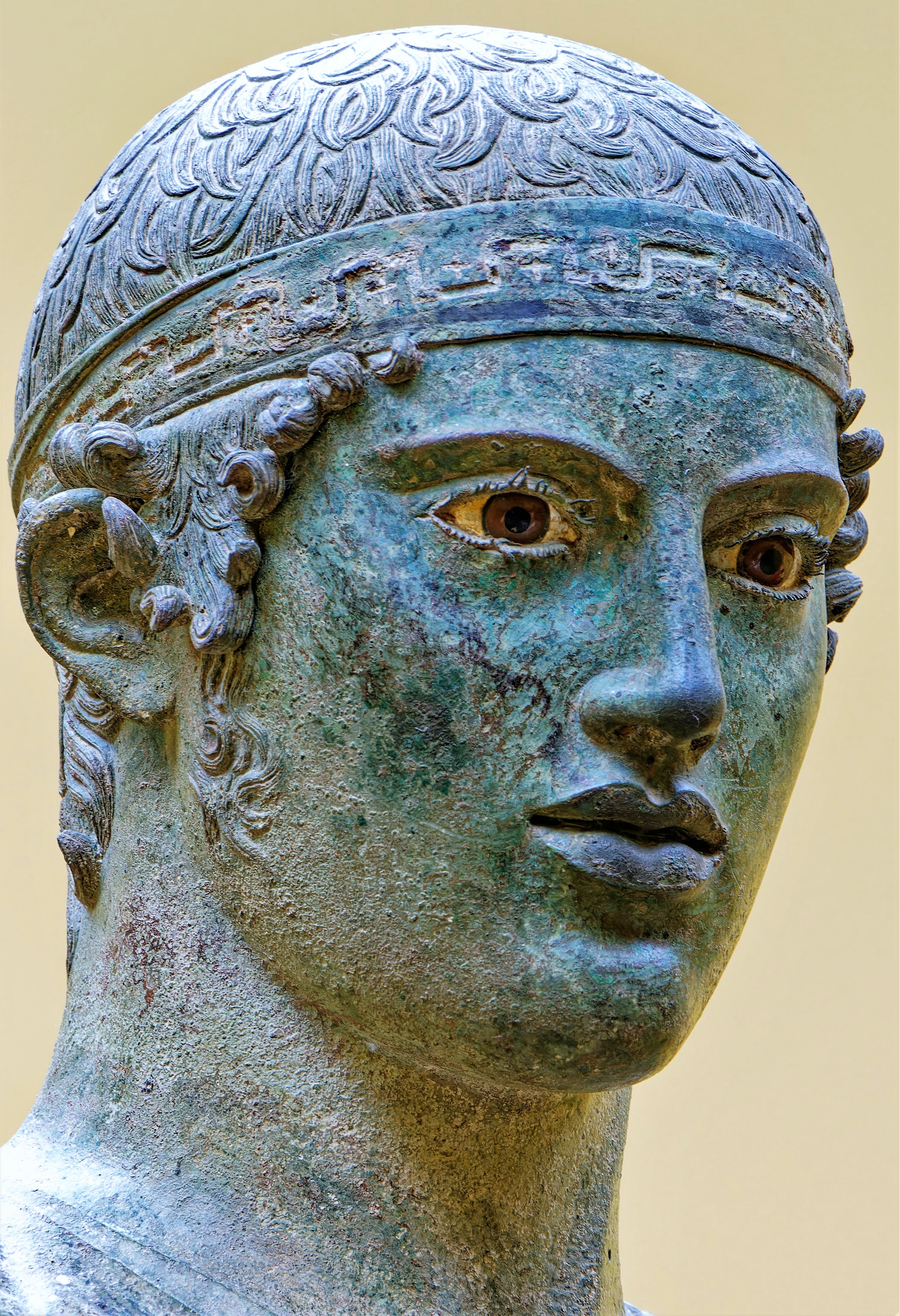
Wagenlenker von Delphi
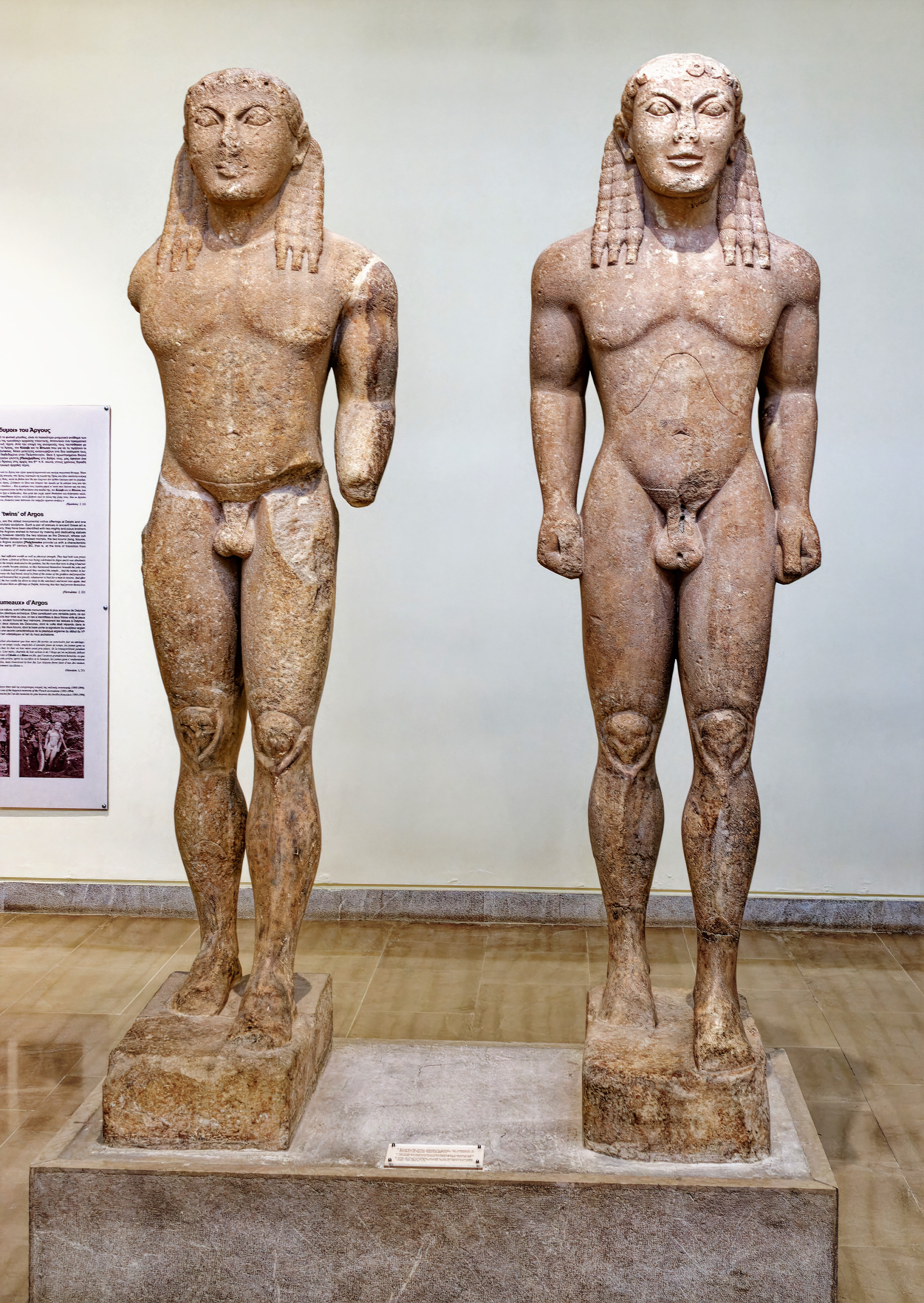
Kleobis und Biton
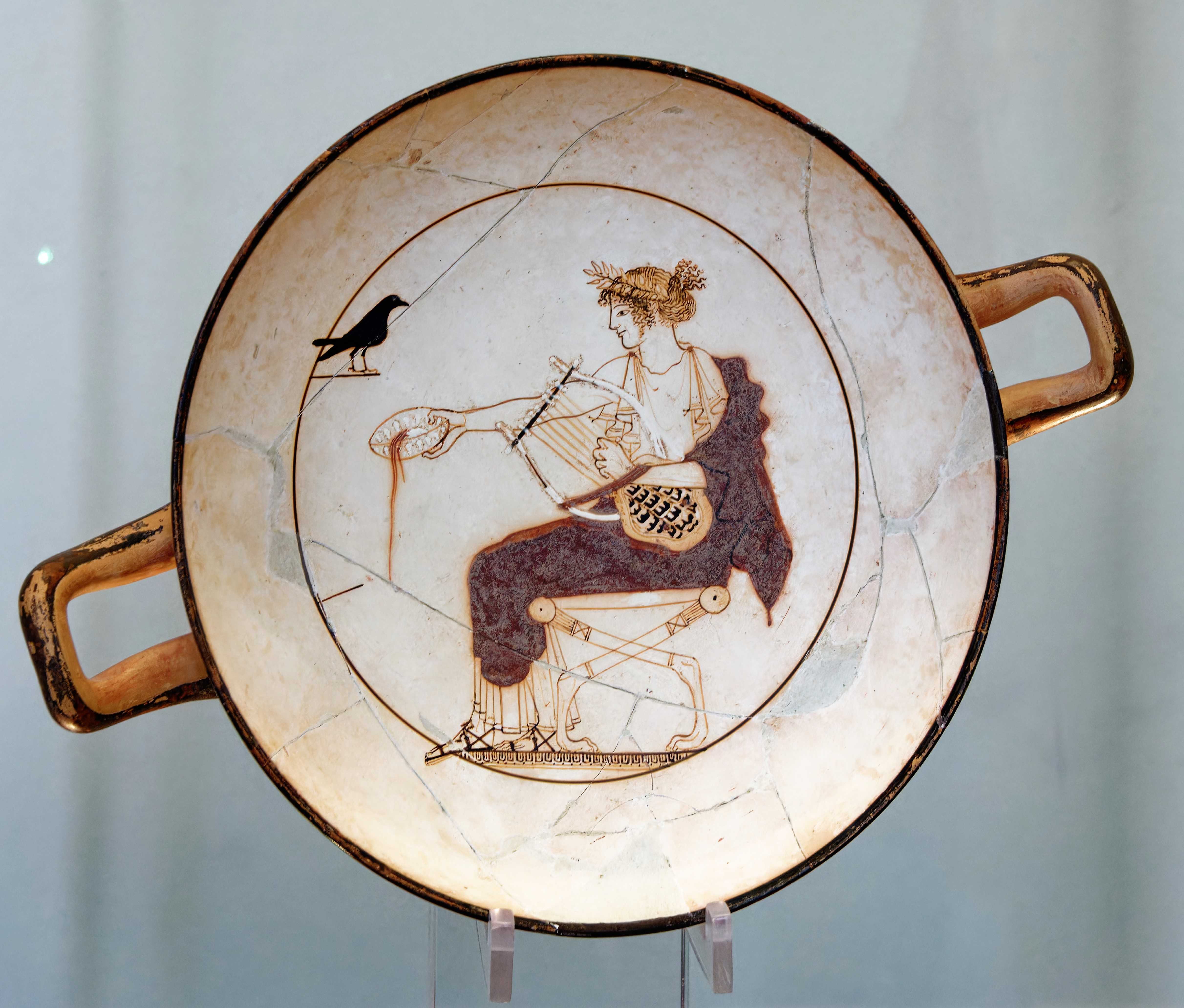
Apollon und der Rabe
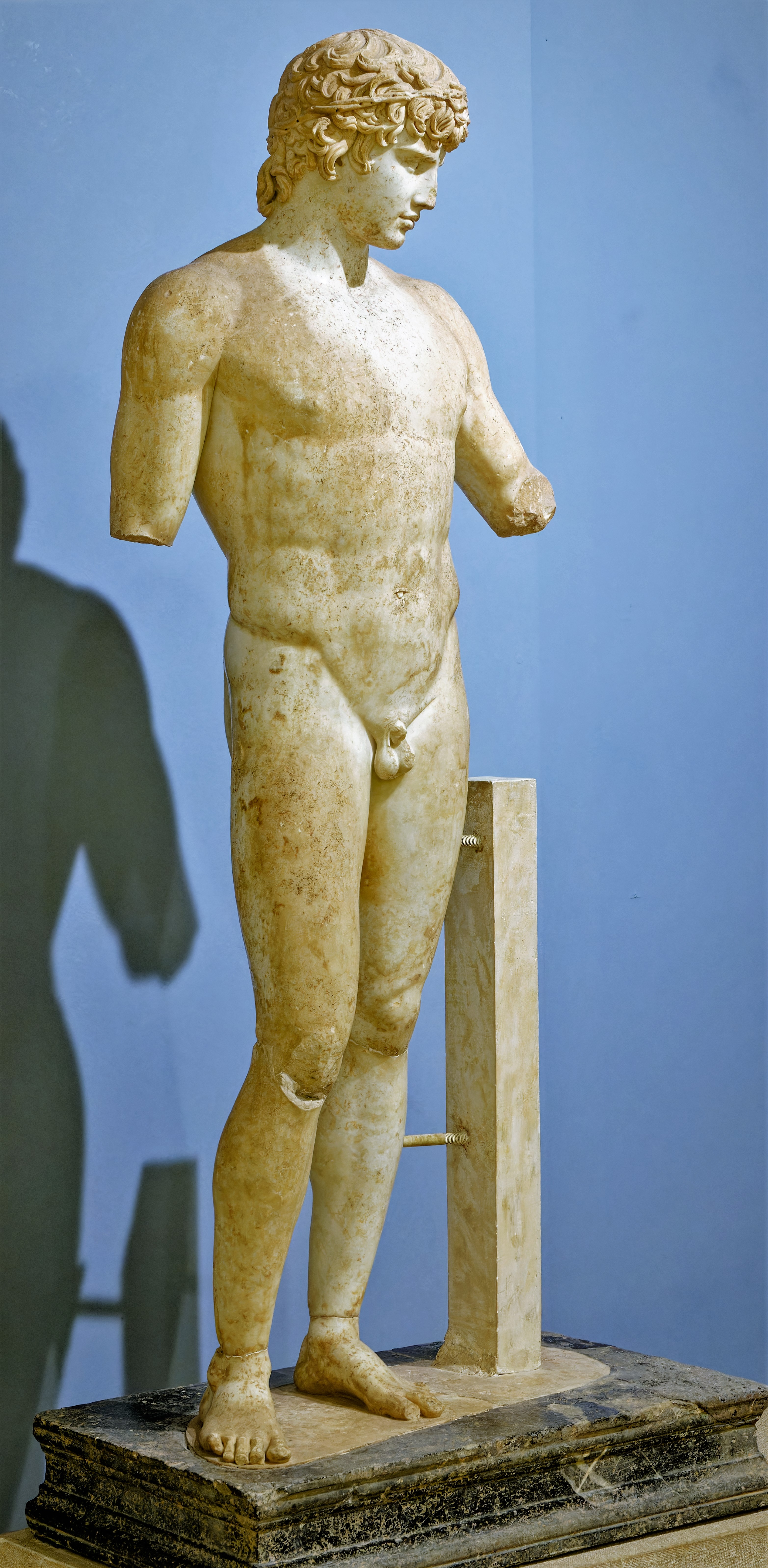
Statue des Antinoos